# Inteligência em primatas

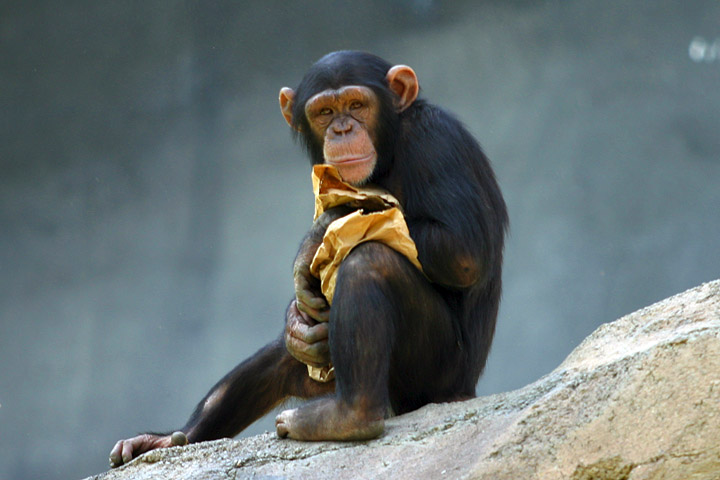
Diversos estudos realizados por primatólogos indicaram que a moralidade teria seus primórdios no comportamento de primatas como os chimpanzés.

Inteligência em primatas é o estudo das habilidades comportamentais e intelectuais de primatas não-humanos, particularmente nos campos da psicologia, biologia comportamental, primatologia e antropologia.
Os estudos da inteligência em primatas têm demonstrado que tais animais possuem um aparato cognitivo capaz de lhes propiciar diversas ações que podem ser compreendidas como sinais de inteligência: desde um elaborado grau de planejamento espacial até indícios do que se poderia ser entendido como moralidade.
Em pesquisa publicada na Biology Letters, foi descrito um comportamento entre gorilas filmados em um zoológico semelhante ao de crianças brincando de pega-pega.